# Ирмгард фон Рот
Ирмгард фон Рот (на немски: Irmgard von Rott, Gräfin Irmgard von Sulzbach или също Ermingard von Rott; * ок. 1050, † 14 юни 1101) е дъщеря и наследничка на баварския пфалцграф Куно I фон Рот († 1086) от род Пилгримиди и на Ута фон Дисен († 1086).

## Живот
Ирмгард се омъжва за граф Енгелберт V фон Химгау от род Зигхардинги († 1078), сл. август 1078 г. за граф Гебхард II фон Зулцбах в Нордгау († 1085), и сл. 1085 г. за граф Куно фон Хорбург-Лехсгемюнд (ок. 1058 – ок. 1085). Тя е майка на граф Беренгар I фон Зулцбах (* преди 1080, † 3 декември 1125) и на Куно II Младши фон Хорбург (* 1075, † 30 юни 1138/1139). Беренгар I е съветник на император Хайнрих V.
Ирмгард фон Рот нарежда малко преди да умре на синът си Беренгар I да построи манастир в Берхтесгаден, за да изпълни даденото ѝ обещание за благодарност според легендата за спасението на съпруга ѝ Гебхард II фон Зулцбах след ловджийско произшествие при скалите, на които днес се намира Берхтенсгаденската църква „Св. Петър и Йоан Кръстител“. Манастирът Берхтесгаден е построен от Беренгар I и полубрат му Куно II фон Хорбург от средствата, които майка им има като вдовица на първия ѝ съпруг граф Енгелберт. Между 1102 и 1105 г. Беренгар I изпраща полубрат си Куно II фон Хорбург заедно с манастирския пробст Ебервин в Рим при папа Паскалий II, който документира графския домашен манастир и още на 7 април 1102 г. го взема под своята закрила.
Ирмгард фон Рот е погребана в манастир Кастл, подарен от Зулцбахите.
Ирмгард фон Рот е баба на Гертруда фон Зулцбах, която става като съпруга на крал Конрад III германска кралица и на Берта фон Зулцбах, която се омъжва за византийския император Мануил I Комнин и става императрица на Източен Рим (Византийска империя).

## Фамилия
Първи брак: с граф Енгелберт V фон Химгау от род Зигхардинги († 7 август 1078). Те имат три деца:
- Ото II фон Мьорен († 1144), граф на Мьорен
- Куно II фон Хорбург († 1138/1139), граф на Хорбург, женен пр. 1130 г. за Аделхайд фон Лимбург († 1144/1146)
- Рихилдис фон Химгау († сл. 1127), омъжена за Куно I фон Мьодлинг, фогт фон Клайне Ау и Залцбург († 1097)

Втори брак: с граф Гебхард II фон Зулцбах († 1085). Имат две деца:
- Аделхайд фон Зулцбах († пр. 1133), омъжена за граф Зигибото II фон Вайарн († 1136)
- Беренгар I фон Зулцбах (1080 – 1125), граф на Зулцбах, женен I. ок. 1100 г. за графиня Аделхайд фон Франтенхаузен-Лехсгемюнд († 1108), II. 1113 г. за графиня Аделхайд фон Волфратсхаузен (ок. 1084 – 1126)

Трети брак: с граф Куно фон Хорбург-Лехсгемюнд (ок. 1058 – ок. 1085). Двамата имат един син:
- Хайнрих I фон Лехсгемюнд/Хайнрих I фон Хорбург († 11 март 1142), граф на Лехсгемунд-Фронтенхаузен, женен за Луитгард